# Rolf Smedvig
Rolf Smedvig   (Seattle, 23 de setembre de 1952 - West Stockbridge, 27 d'abril de 2015) va ser un trompetista clàssic nord-americà. Va ser el fundador del Empire Brass Quintet. És conegut pel seu to exemplar i l'entonació precisa.

## Biografia
El seu pare Egil Steinar Smedvig (1922-2012) era un compositor i professor de música que havia immigrat de Stavanger, Noruega. La seva mare Kristin (Jonsson) Smedvig (1921-2004) va ser membre de la secció de violí de la Symphony de Seattle que havia immigrat d'Islàndia.
El 1965, als 13 anys, Smedvig es va unir a les Seattle Youth Symphony Orchestras com a trompeta principal. El 1971 va participar al programa de música d'estiu al Tanglewood Music Center. Leonard Bernstein el va triar com a solista de trompeta per a l'estrena mundial de 1971 de la seva composició Mass, que es va compondre per a l'obertura del John F. Kennedy Center for the Performing Arts.
Smedvig va estudiar música sota la tutela de Maurice André a la Universitat de Boston, on més tard va exercir com a instructor. El 1971, als 19 anys, Smedvig es va unir a la Boston Symphony com a assistent de trompeta principal. En aquell moment, Smedvig era el membre més jove de l'orquestra. Va ser ascendit a trompeta principal el 1979 i va deixar el 1981 per centrar-se en una carrera en solitari, direcció i música de cambra.

Smedvig va ser cofundador del quintet de metall Empire Brass el 1972. Empire Brass va exercir com a quintet en residència de la Facultat a la Universitat de Boston durant diversos anys. El grup va ser el primer quintet de metall que va guanyar un premi de la Fundació Walter W. Naumburg. El grup ha publicat vint-i-alguns àlbums.

## Vida personal
El seu primer matrimoni amb Caroline Elisabeth Hessberg, la filla de l'advocat de Nova York Al Hessberg, va acabar en divorci. Ara està casada amb el cantautor James Taylor. Posteriorment, Smedvig es va casar amb Kelly Holub el 1992, amb qui va tenir quatre fills.
Smedvig va morir d'un atac de cor a casa seva a West Stockbridge, Massachusetts, a l'edat de 62 anys. El seu gerent Mark Z. Alpert va anunciar que l'Empire Brass continuaria; Derek Lockhart va substituir Smedvig com a primer trompetista i Eric Berlin es va unir com a segon trompetista.